# 니콜라스 고댕
니콜라스 고댕(프랑스어: Nicolas Godin, 1969년 12월 25일 ~ )은 프랑스의 음악가로, 에르의 멤버이다.